# Lavash
Le lavash (arménien : լավաշ ; turc : lavaş ; kurde : nanê loş ; persan : لواش ; géorgien : ლავაში) est une fine galette moelleuse faite de farine, de sel et d'eau, cuite dans un tandoor et consommée dans toute la Transcaucasie, l'Asie de l'Ouest et les zones entourant la mer Caspienne. Le lavash est l'un des types de pain les plus répandus en Arménie, en Iran, et dans tout le Moyen-Orient,.

## Histoire
L'origine du lavash n'est pas certaine mais on sait qu'il est né au Moyen-Orient. Certains spécialistes de l'alimentation modernes parlent d'une origine arménienne,,.
Selon Peter Reinhart, « [le] lavash, bien que généralement appelé pain plat arménien, a également des racines iraniennes et est maintenant consommé dans tout le Moyen-Orient et dans le monde ».
Selon Gil Marks, « [le] lavash est né au Moyen-Orient, plus précisément en Iran ».
En 2014, Farhad Nazari, ministre de la Culture en Iran, déclara à la suite de ces protestations : « Le fait que l'Arménie veuille inscrire le lavash sur la liste du Patrimoine culturel immatériel de l'Unesco ne signifie pas que l'Iran ne puisse pas également le faire. Il y a de nombreuses choses d'importance culturelle communes entre les différents pays,. »

## Description

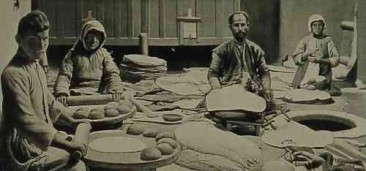
Fabrication du lavash en 1906.

Le lavash est un produit moelleux quand il est frais, mais il durcit vite, ce qui le rend plus croquant. En général, le pain frais est plus apprécié pour sa saveur et sa facilité d'utilisation (sandwiches, kebabs…), alors que le lavash sec peut se garder plus longtemps et sert lors de l'eucharistie dans l'Église apostolique arménienne.
En Iran, en Turquie et au Moyen-Orient, le lavash est utilisé avec des brochettes de kebab pour fabriquer des enveloppements au dürüm (façon wrap).
Le lavash libanais est aussi appelé « pain de montagne ».
En Iran, on farcit le lavash frais de fines herbes et de fromage ou encore de noix et de fromage.
Il est traditionnellement roulé, aplati puis frappé contre les parois chaudes d'un tandoor. Cette méthode est encore largement employée en Arménie, en Iran et en Turquie.
Sa recette simple et sa cuisson aisée en font un plat populaire dans tout le Moyen-Orient depuis des temps anciens.